# Krajinná památková zóna Kladská
Krajinná památková zóna Kladská je památkově chráněné území na rozhraní okresů Cheb a Sokolov v Karlovarském kraji. Krajinná památková zóna byla vyhlášena v roce 2020 Ministerstvem kultury České republiky v okolí osady Kladská ve Slavkovském lese.
Území krajinné památkové zóny lze přibližně vymezit obcí Prameny, vrchem Říjiště, osadou Lazy, Vysokým sedlem a samotou Králův Kámen. Zasahuje tak na území obcí Mariánské Lázně, Lázně Kynžvart, Prameny, Rovná a Březová.

## Popis
Dne 22. prosince 2020 bylo území někdejšího loveckého revíru Kladská, jehož tradice se bez přerušení odvíjí od 70. let 19. století, vyhlášeno krajinnou památkovou zónou. Chráněn je především areál bývalé lovecké obory Kladská se souvisejícími krajinářskými úpravami, soubor historické architektury ve švýcarsko-alpském stylu ze 70. let 19. století, lesní hrobka prince Otto Sigismunda Schönburg-Waldenburga a montánní krajina v okolí Kladské s pozůstatky po průzkumu, otvírce a zpracování cínových a stříbronosných rud a rovněž významné prvky hospodářského využití lesů a rybníků.